# Wzgórze Ya-Pa 3
Wzgórze Ya-Pa 3, skrótowo WYP3 – polski zespół hip-hopowy, powstały w 1993 roku w Kielcach. Formacja pionierska dla polskiego hip-hopu, jak i jego sceny kieleckiej. Obecnie duet jej współzałożyciela Wojtasa i późniejszego członka Borixona.

## Historia

### Początki
Zespół Wzgórze Ya-Pa 3 powstał w 1993 roku, jednak jego członkowie rozpoczęli swoje pierwsze kroki z rapem już w 1990, kiedy to nagrywali pierwsze amatorskie utwory i tworzyli swoje pierwsze dema. W 1993 roku, po obejrzeniu w telewizji teledysków Liroya (stworzonych przez TVP na potrzeby projektu PM Cool Lee), Wojtas, Radoskór oraz Fasi (Jednoosobowy Tłum) udali się do niego. Początkowo ich współpraca opierała się na koncertowaniu z Liroyem, pod nazwą „Liroy and The Hooligans”. Poza tym wystąpili gościnnie w „Scyzoryku” Liroya, który z czasem stał się największym przebojem hip-hopowym w Polsce. Wcześniej skład Wzgórza uległ zmianie, gdyż Fazi (któremu brakowało poczucia rytmu oraz zapału do układania rymów) został zastąpiony przez Zajkę (ówczesnego b-boya w składzie Broken Glass), którego z pozostałymi członkami grupy zapoznał Liroy. W okresie 1993–1995, poza koncertowaniem z Liroyem, zespół tworzył oraz nagrywał utwory na swoją pierwszą płytę. W 1995 roku nakładem S.P. Records wyszła pierwsza płyta Wzgórza Ya-Pa 3 pod tą samą nazwą (pierwotna nazwa brzmiała Co cię wkurwia? Jebani wąchacze i Huy!, została ona jednak zmieniona).
Jeszcze w tym samym roku Liroy i Wzgórze poróżnili się na tle finansowym (konflikt trwał aż do lat 2005/2006). Po wydaniu płyty oraz zagraniu zaledwie kilku koncertów z zespołu (z przyczyn dokładnie nieznanych opinii publicznej do dziś) odszedł Radoskór.

### Pierwsze zmiany
W roku 1996 do Wzgórza dołączył DJ Feel-X, lecz po nagraniu jedynego utworu, jaki wydało Wzgórze w tym roku (utwór „Pale-nie” na składankę S.P. Records, na której po raz pierwszy zaistniało wiele zespołów obecnie zaliczających się do największych na polskiej scenie hip-hopowej), odszedł. Pod koniec 1996 roku na miejsce Radoskóra przyszedł Borygo, który wcześniej również koncertował z Liroyem na trasie „Scyzoryk”. Na miejsce Dj Feel-Xa (który został już od tej pory członkiem Kalibra 44) przyszedł DJ Hans, który poza sklejaniem beatów próbował również swoich sił przy mikrofonie.
W 1997 roku ukazała się druga płyta Wzgórza Centrum. Nazwa płyty pochodziła od Agro Centrum (marketu ogrodniczego) nieopodal miejsca, w którym mieszkał Borygo. Płyta zyskała olbrzymią popularność i miano jednej z najważniejszych płyt we wczesnym okresie polskiego hip-hopu, dzięki tak utworom jak „Czekam”, „Palenie” (wersja z Borygo) oraz „Język polski”. Ten ostatni utwór wywołał spore zamieszanie w środowisku, nie tylko ze względu na jego podtekst skierowany przeciwko Liroyowi, ale też przez to, iż w tym utworze zespół Kaliber 44 (który wystąpił w nim gościnnie) zaprezentował zupełnie nowy styl – nie tak zwany „psycho-rap”, lecz luźniejszy, łagodniejszy, prostszy w odbiorze. Płyta Centrum została nominowana do Fryderyków w kategorii album roku – rap & hip-hop. Wzgórze dostało również nagrodę za najlepszy alternatywny teledysk. W tym samym roku Wzgórze udzieliło się także na składance Hip-Hopla (uznawanej obecnie za kamień milowy w rozwoju polskiego hip-hopu). Na składance również po raz pierwszy zaprezentowało się V.E.T.O. (którego członkami byli Radoskór oraz były b-boy Pęku), wcześniej znane pod nazwą Puzzle. WYP3 oraz V.E.T.O. stworzyli po przyjacielsku Agro Skład, który miał dać wyraz więzi pomiędzy oboma składami oraz ich wspólnemu, kieleckiemu stylowi. Poza tym w tym samym roku zespół wziął udział w projekcie 10 Osób, który zgromadził najpopularniejsze w tym czasie osoby i zespoły hip-hopowe w Polsce.

### Zmiana wydawnictwa i zmiana stylu
W 1998 roku, po podpisaniu kontraktu z Krzysztofem Kozakiem, WYP3 zmieniło wydawnictwo na R.R.X. (które zyskało renomę głównie dzięki wydaniu albumów Peji oraz Nagłego Ataku Spawacza). Pierwszą płytą Wzgórza, która ukazała się nakładem R.R.X., była w 1998 roku płyta Trzy. Płyta odniosła dużo mniejszy sukces niż jej dwie poprzedniczki, znalazł się na niej jednak jeden z największych przebojów Wzgórza „Ja mam to co ty”, gdzie zespół wykorzystał sample z utworu Czesława Niemena Sen o Warszawie. W „Ja mam to co ty” po raz pierwszy pod nazwą Warszafski Deszcz wystąpił zespół wcześniej znany jako „Trzyha”. W 1998 roku WYP3 nagrało także dwa utwory (w tym jeden z Miką Urbaniak) do soundtracku filmu Spona.
W 1999 roku ukazała się płyta Ja mam to co ty. Zawierała głównie remiksy wcześniejszych kawałków zespołu w wykonaniu najlepszych i najbardziej cenionych Dj-ów i producentów, jak 600V czy Tede. Z nowych utworów na płycie znalazł się m.in. „Fast Food”, który był dissem na Tymona – wtedy redaktora czasopisma o tematyce hip-hopowej Klan. Powodem nagrania dissu był nieprzychylny twórczości Wzgórza artykuł, napisany właśnie przez Tymona. Odpowiedź Tymona pt. „Tyle snów” ukazała się tego samego roku, na płycie Szelma. W utworze został zdissowany również KaRRamBa, za swoje upodobnianie się do amerykańskich raperów. Karramba odpowiedział dissem „Czarna lista”, który znalazł się na albumie Vatos Locos Klan. W międzyczasie również, na rzecz, jak stwierdził Krzysztof Kozak, Legii Cudzoziemskiej, odszedł DJ Hans.
Rok później, w 2000, ukazała się piąta płyta pt. Precedens. Utwory na tej płycie stylowo niczym nie przypominały wcześniejszych utworów zespołu. Grupa całkowicie odeszła od funku i przerzuciła się na styl przypominający styl zespołów warszawskich. Na płycie wystąpiło gościnnie wielu artystów, jak na przykład JedenSiedem, Gano lub Chada.

### Ostatnie wspólne lata
W 2001 ukazała się solowa płyta Boryga WYP3 kolejna część, który nagrał ją pod nowym pseudonimem – Borixon, a który to już wtedy przeniósł się do Warszawy, co miało w przyszłości znacznie wpłynąć na działalność kieleckiego zespołu.
W 2002 wydana została ostatnia płyta WYP3 pt. Stara szkoła rapu. Na płycie znalazło się sześć nowych utworów oraz ich cztery remiksy, w wykonaniu 600V, Cameya, L.A. oraz Magiery. Płyta pod względem masteringu oraz jakości rymów odznaczała się dużo wyższym poziomem od poprzednich pięciu płyt. Niedługo po wydaniu Starej szkoły rapu zespół nieoficjalnie zakończył wspólną działalność. Stało się tak ze względu na wyjazd Borixona do Warszawy oraz na powstały konflikt pomiędzy Zajką a pozostałymi członkami zespołu.

### Po rozpadzie zespołu
Po rozpadzie Wzgórza wszyscy członkowie zabrali się za własne projekty.
Borixon od 2002 do 2022 roku wydał aż dwanaście solowych płyt (nie licząc projektu Kielce się palom, który ukazał się jako nielegal). Poza tym wraz z Tede wydał na świat projekt pod nazwą Gib Gibon Skład. Na początku roku 2004 Borixon wrócił do Kielc i odtąd tam prowadził swoją działalność muzyczną. Tam nawiązał bliższe kontakty z kieleckimi artystami (Projekt Hamas, Rada), przyczynił się do powstania kieleckiej formacji LWWL. W 2008 ukazał się wspólny projekt Borixona i Rady (obecnie Kajmana), pod nazwą Semtex.
W 2005, po trzech latach nagrywania oraz przygotowań, ukazała się solowa płyta Wojtasa Moja gra. Płyta, mimo iż odznaczała się bardzo wysokim poziomem, sprzedała się bardzo słabo, co wynikało z braku odpowiedniej promocji oraz z powodu przecieku materiału do Internetu na parę tygodni przed premierą. Sam Wojtas został zmuszony do wyjazdu za granicę, w poszukiwaniu pracy. Drugi album solowy został wydany w 2013 pod tytułem 23.
Zajka, wraz z producentem Igor Exe, pod nazwą Patent wydali w 2006 roku płytę Ludzie w tonacji mol. Płyta w dużym stopniu różniła się od tego, co wcześniej reprezentował w swej twórczości Zajka. Beaty nafaszerowane były nowymi brzmieniami oraz nowoczesnymi technikami dźwiękowymi, a sam styl był kompromisem rapu oraz ragi.

### Wspólny powrót na scenę?
Konflikt między Wzgórzem a Liroyem trwał do roku 2005/2006. Wtedy to na płycie Liroya L Niño vol. 1 ukazał się utwór „My robimy to tak”, gdzie gościnnie, ponownie pod nazwą Wzgórze Ya-Pa 3, wystąpili Wojtas i Borixon. Na płycie wystąpił gościnnie również Radoskór. Występy te miały dać wyraz odwilży w stosunkach między wspomnianymi artystami. W 2006 roku ukazał się także na płycie Borixona Zacieram ręce dzieciak kawałek z gościnnym udziałem Liroya.
Artyści pod nazwą Wzgórze Ya-Pa 3 ponownie wystąpili dopiero w 2009 roku. Wtedy właśnie ukazał się promocyjny singiel Liroya, wydany z okazji Marszu Wolnej Konopi, na którym wystąpili Wojtas oraz Zajka. Dowód ponownego zjednoczenia członków Wzgórza został dostarczony jednak już wcześniej, w styczniu 2009 roku, kiedy to Zajka pojawił się na koncercie Wojtasa i zagrał z nim jeden z dawnych utworów.

### Reaktywacja
17 marca 2023 roku z okazji 30-lecia zespołu ukazał się teledysk do utworu „Park” w wersji DJ Eproma, w którym można usłyszeć Wojtasa, Borixona i Radoskóra (zwrotka nagrana przed jego śmiercią). W tym samym dniu ogłoszono winylowe wydanie singla, którego premiera nastąpiła 21 kwietnia 2023 roku. Również zapowiedziano szereg działań, w tym koncertów, którymi zespół będzie przypominał o Wzgórzu Ya-Pa 3.

## Dyskografia

### Albumy
| Rok                        | Dane dot. albumu                                                   | Pozycja na liście | Sprzedaż       |
| Rok                        | Dane dot. albumu                                                   | POL               | Sprzedaż       |
| -------------------------- | ------------------------------------------------------------------ | ----------------- | -------------- |
| 1995                       | Wzgórze Ya-Pa 3 - Data: 1 maja 1995 - Wydawca: S.P. Records        | 8                 | - POL: 40 000+ |
| 1997                       | Centrum - Data: 7 kwietnia 1997 - Wydawca: S.P. Records            | 3                 | - POL: 10 000+ |
| 1998                       | Trzy - Data: 27 kwietnia 1998 - Wydawca: R.R.X.                    | –                 | - POL: 20 000+ |
| 1998                       | Ja mam to co ty - Data: 3 listopada 1998 - Wydawca: R.R.X.         | –                 | - POL: 20 000+ |
| 2000                       | Precedens - Data: 12 października 2000 - Wydawca: R.R.X.           | 42                | - POL: 20 000+ |
| 2002                       | Stara szkoła rapu - Data: 9 września 2002 - Wydawca: Blend Records | 35                |                |
| „–” album nie był notowany |                                                                    |                   |                |

### Single
| Rok                        | Tytuł | Pozycja na liście POL | Sprzedaż |
| -------------------------- | --- | --------------------- | -------- |
| 2023                       | Park - Data: 21 kwietnia 2023 - Wydawca: spacerange                                                               | –                     |          |
| 2024                       | Bezcenne Słowa (gościnnie: Jarecki, DJ BRK, Sztigar Bonko, Moo Latte) - Data: 31 lipca 2024 - Wydawca: spacerange | –                     |          |
| „–” album nie był notowany | |                       |          |

### Notowane utwory
| Rok                        | Tytuł                                            | Pozycja na liście | Pozycja na liście | Sprzedaż       | Album                     |
| Rok                        | Tytuł                                            | SLiP              | 30 ton            | Sprzedaż       | Album                     |
| -------------------------- | ------------------------------------------------ | ----------------- | ----------------- | -------------- | ------------------------- |
| 1995                       | „Scyzoryk” – Liroy (gościnnie: Wzgórze Ya-Pa 3)  | –                 | 13                | - POL: 2 tys.+ | Alboom                    |
| 1997                       | „Czekam”                                         | 25                | –                 |                | Centrum                   |
| 1998                       | „Spona kupiona, przepłacona”                     | 32                | –                 |                | Spona (ścieżka dźwiękowa) |
| 1998                       | „Uważaj o co pytasz”                             | 42                | –                 |                | Trzy                      |
| 1998                       | „Ja mam to co ty” (gościnnie: Warszafski Deszcz) | 15                | –                 |                | Ja mam to co ty           |
| „–” utwór nie był notowany |                                                  |                   |                   |                |                           |

### Inne
| Rok  | Utwór | Album                                                                             | Źródło |
| ---- | --- | --------------------------------------------------------------------------------- | ------ |
| 1996 | „Pale-nie” | S.P. (kompilacja S.P. Records)                                                    | [ 27 ] |
| 1997 | „Południowy wschód” | Hip-Hopla (kompilacja S.P. Records)                                               | [ 28 ] |
| 1998 | „Fast Food” „Pionierzy stylu” | Znasz zasady (kompilacja R.R.X.)                                                  | [ 29 ] |
| 1998 | „Szansa na sukces” – DJ 600V (gościnnie: Wzgórze Ya-Pa 3)                                                                                 | Produkcja hip-hop – DJ 600V                                                       | [ 30 ] |
| 1998 | „Sen” | Spona (ścieżka dźwiękowa)                                                         | [ 31 ] |
| 1998 | „Mam to co ty (remix Tede)” – Wzgórze Ya-Pa 3, Warszafski Deszcz „Zabić ten hałas (remix DJ 600V)”                                        | Osiedle pełne rymów czyli HIP HOP jak okiem sięgnąć (kompilacja R.R.X. i Machiny) | [ 32 ] |
| 1999 | „Konfrontacje 99” – DJ 600V (gościnnie: Wzgórze Ya-Pa 3)                                                                                  | Szejsetkilovolt – DJ 600V                                                         | [ 33 ] |
| 2002 | „Witam” – Pih (gościnnie: Wzgórze Ya-Pa 3)                                                                                                | Boisz się alarmów... (Peiha solo album cz. I) – Pih                               | [ 34 ] |
| 2003 | „Rap symfonia” | VIVA Hip Hop Vol.2 (kompilacja)                                                   | [ 35 ] |
| 2004 | „Ja mam to co ty” – Wzgórze Ya-Pa 3, Warszafski Deszcz                                                                                    | To jest hip-hop Vol.1 (kompilacja)                                                | [ 36 ] |
| 2005 | „My robimy to tak!” – Wzgórze Ya-Pa 3, Liroy                                                                                              | Road Hip Hop 2005 (kompilacja)                                                    | [ 37 ] |
| 2006 | „(Kielce) My robimy to tak” – Liroy (gościnnie: Wzgórze Ya-Pa 3)                                                                          | L Niño vol. 1 – Liroy                                                             | [ 38 ] |
| 2007 | „Scyzoryk” – Liroy (gościnnie: Wzgórze Ya-Pa 3)                                                                                           | Grandpaparapa (Powrót króla) – Liroy                                              | [ 39 ] |
| 2008 | „Co ważne a co ważne nie jest” – Wzgórze Ya-Pa 3, Molesta Ewnement (DJ 600V Remix) „Popatrz” – Wzgórze Ya-Pa 3, ZIP Skład (DJ 600V Remix) | Road Hip-Hop Classic 2008 (kompilacja)                                            | [ 40 ] |
| 2009 | „Co w trawie piszczy” – Wzgórze Ya-Pa 3, Liroy                                                                                            | Rap Propaganja Vol.2 – Diss na rząd (kompilacja)                                  | [ 41 ] |

## Teledyski
| Rok       | Tytuł                                                  | Reżyseria/Realizacja         | Album                                        |
| --------- | ------------------------------------------------------ | ---------------------------- | -------------------------------------------- |
| 1995      | „Po prostu życie”                                      | Sławomir Pietrzak            | Wzgórze Ya-Pa 3                              |
| 1996      | „Pale-nie”                                             | Łukasz Jankowski             | S.P. (kompilacja)                            |
| 1997      | „Czekam”                                               | Sławomir Pietrzak            | Centrum                                      |
| 1997      | „Wspólna scena” – 10 Osób                              | –                            | Wspólna scena (kompilacja)                   |
| 1998      | „Ja mam to co ty” – Wzgórze Ya-Pa 3, Warszafski Deszcz | –                            | Trzy                                         |
| 1998      | „Spona kupiona, przepłacona”                           | –                            | Piosenki i muzyka z filmu Spona (kompilacja) |
| 2002      | „Rap symfonia”                                         | –                            | Stara szkoła rapu                            |
| 2023      | „Park”                                                 | Tomasz Borycki, Maciej Jurek | Park (singel)                                |
| 2024      | „Bezcenne Słowa”                                       | Bartosz Kochanek             | Bezcenne Słowa (singel)                      |
| Gościnnie |                                                        |                              |                                              |
| 1995      | „Scyzoryk” – Liroy                                     | –                            | Alboom                                       |
| 2005      | „My to robimy tak!” – Liroy                            | –                            | Road Hip Hop 2005 (kompilacja)               |

## Nagrody i wyróżnienia
| Rok  | Kategoria                                         | Nagroda          | Uwagi     | Źródło |
| ---- | ------------------------------------------------- | ---------------- | --------- | ------ |
| 1995 | Najlepszy Zespół                                  | Festiwal Odjazdy | Laur      | [ 5 ]  |
| 1996 | Najlepszy clip undergroundowy – „Po prostu życie” | Yach Film        | Laur      | [ 1 ]  |
| 1997 | Album roku – rap & hip-hop – Centrum              | Fryderyk         | Nominacja | [ 6 ]  |